# Pitcairnia punicea
Pitcairnia punicea là một loài thực vật có hoa trong họ Bromeliaceae. Loài này được Scheidw. miêu tả khoa học đầu tiên năm 1842.